# 1996年アトランタオリンピックのバスケットボール競技・女子日本選手団
1996年アトランタオリンピックのバスケットボール競技・女子日本選手団（―じょしにほんせんしゅだん）は、1996年アトランタオリンピック女子バスケットボール競技に出場したバスケットボール女子日本代表。1995年アジア選手権で3位となり1976年モントリオール大会以来2回目の出場権を獲得した。
予選リーグで中国に勝利、イタリアには敗れたもののカナダ戦では11点差を追いついて延長戦で勝利した。準々決勝で「本物のドリームチーム」と称された米国に93-108で敗れたが、15点差は今大会のアメリカ戦で最小の得点差だった。順位決定戦でグループゲームで敗れたイタリアを下して最終成績は7位となった。チームでの3Pシュート成功数（66本）とフリースロー決定率（78.7％）はそれぞれ1位となった。
大会の翌年、チームで最も活躍した選手のひとりである萩原美樹子がWNBA入りを果たした。

## スタッフ
- 団長 安達宣郎
- ヘッドコーチ 中川文一
- アシスタントコーチ 永井祥剛
- アシスタントコーチ 小牟禮育夫
- マネージャー 地原礼子
- トレーナー 津田清美

## 選手
| No. | 氏名       | P | 身長/体重 | 生年月日   | 所属             | 備考 |
| --- | ---------- | - | --------- | ---------- | ---------------- | ---- |
| 4   | 一乗アキ   | G | 180 / 65  | 1969/11/13 | シャンソン化粧品 |      |
| 5   | 村上睦子   | G | 165 / 57  | 1970/10/10 | シャンソン化粧品 |      |
| 6   | 大山妙子   | F | 173 / 68  | 1974/6/18  | ジャパンエナジー |      |
| 7   | 萩原美樹子 | F | 180 / 73  | 1970/4/17  | ジャパンエナジー |      |
| 8   | 参河紀久子 | G | 170 / 58  | 1968/4/29  | ジャパンエナジー |      |
| 9   | 山田かがり | G | 178 / 70  | 1972/6/4   | シャンソン化粧品 |      |
| 10  | 加藤貴子   | F | 180 / 69  | 1971/4/12  | シャンソン化粧品 |      |
| 11  | 原田裕花   | G | 171 / 61  | 1968/6/5   | ジャパンエナジー |      |
| 12  | 岡里明美   | F | 178 / 70  | 1974/7/24  | シャンソン化粧品 |      |
| 13  | 川﨑真由美 | C | 183 / 69  | 1972/10/1  | ジャパンエナジー |      |
| 14  | 永田睦子   | F | 178 / 73  | 1976/9/26  | シャンソン化粧品 |      |
| 15  | 濱口典子   | C | 183 / 78  | 1974/1/15  | ジャパンエナジー |      |

※川崎・永田を除く全員が1994年世界選手権代表である。

## 中川ジャパンの成績

### グループA
- 日本 52-66  イタリア
- カナダ 85-95  日本
- 日本 63-73  ロシア
- 中国 72-75  日本
- ブラジル 100-80  日本

| 国・地域 | 試合 | 勝 | 負 | 得  | 失  | 勝点 |
| ブラジル | 5    | 5  | 0  | 424 | 360 | 10   |
| ロシア   | 5    | 4  | 1  | 378 | 342 | 9    |
| イタリア | 5    | 3  | 2  | 330 | 309 | 8    |
| 日本     | 5    | 2  | 3  | 365 | 396 | 7    |
| 中国     | 5    | 1  | 4  | 347 | 378 | 6    |
| カナダ   | 5    | 0  | 5  | 293 | 352 | 5    |

### 決勝トーナメント
準々決勝
- 日本 93-108  アメリカ合衆国

5-8位決定予備戦
- 日本 69-80  ロシア

7位決定戦
- イタリア 69-81  日本

### 最終順位
| 順位 | 国・地域       |
| ---- | -------------- |
| 金   | アメリカ合衆国 |
| 銀   | ブラジル       |
| 銅   | オーストラリア |
| 4位  | ウクライナ     |
| 5位  | ロシア         |
| 6位  | キューバ       |
| 7位  | 日本           |
| 8位  | イタリア       |
| 9位  | 中国           |
| 10位 | 韓国           |
| 11位 | カナダ         |
| 12位 | ザイール       |